# Las Blancas, Nayarit
Las Blancas är en ort i Mexiko.   Den ligger i kommunen Tepic och delstaten Nayarit, i den centrala delen av landet, 600 km väster om huvudstaden Mexico City. Las Blancas ligger 105 meter över havet och antalet invånare är 241.
Terrängen runt Las Blancas är kuperad västerut, men österut är den bergig. Las Blancas ligger nere i en dal. Runt Las Blancas är det ganska tätbefolkat, med 199 invånare per kvadratkilometer. Närmaste större samhälle är Jesús María Corte, 9,3 km söder om Las Blancas. I omgivningarna runt Las Blancas växer huvudsakligen savannskog.